# Hieracium petrocharis
Hieracium petrocharis là một loài thực vật có hoa trong họ Cúc. Loài này được (E.F.Linton) W.R.Linton mô tả khoa học đầu tiên năm 1905.